# Старцев, Юрий Павлович (партийный деятель)
Юрий Павлович Старцев — советский хозяйственный и политический деятель.

## Биография
Родился в 1935 году в селе Мартыново. Член КПСС.
Окончил Новосибирский институт инженеров водного транспорта.
В 1959—1965 гг. — инженер, заместитель начальника пристани в Тобольске, инструктор, заведующий отделом Тобольского горкома КПСС.
В 1966—1971 гг. — первый секретарь Тобольского горкома КПСС.
В 1971—1975 гг. — второй секретарь Ханты-Мансийского окружкома КПСС.
В 1975—1977 гг. — первый секретарь Ханты-Мансийского окружкома КПСС.
В 1977—1980 гг. — первый заместитель председателя Тюменского облисполкома.
Делегат XXV съезда КПСС.
Умер в Тюмени в 1995 году.

## Награды
- Орден Октябрьской Революции
- Орден Знак Почёта